# ميزوكي إيبا
ميزوكي إيبا (باليابانية: 饗庭 瑞生) (مواليد 3 مايو 1997) هو لاعب كرة قدم ياباني.

## وصلات خارجية
- ميزوكي إيبا على موقع رابطة كرة القدم اليابانية للمحترفين (اليابانية)
- ميزوكي إيبا على موقع قاعدة بيانات كرة القدم.إي يو (الإنجليزية)
- ميزوكي إيبا على موقع Soccerway.com (الإنجليزية)
- ميزوكي إيبا على موقع عالم كرة القدم.نت (الإنجليزية)